# Roy Radner
Roy Radner (Chicago (Illinois), 29 juni 1927 – Newtown (Pennsylvania), 6 oktober 2022) was een Amerikaanse econoom en een Leonard N. Stern School professor of Business aan de Universiteit van New York. Hij was een micro-economisch theoreticus met uiteenlopende interessegebieden. Voorheen was hij faculteitslid aan de Universiteit van Californië, Berkeley en een prominent lid van de technische staf bij AT&T Bell Laboratories.
Onder zijn verschillende bijdragen is degene die zijn naam draagt, het Radner-evenwicht een model van de financiële markten. Zijn model is het begin van een onderzoeksrichting: onvolledige markten. Hij construeerde een consistent model van rationele verwachtingen, waar handel en onzekerheid expliciet worden gemaakt, en de waarde alleen de budgethaalbaarheid bepaalt.
Zo'n constructie heeft verschillende gevolgen: Pareto-optimaliteit van evenwichten gaan in het algemeen niet op. Bovendien laat het model toe dat verschillende beleidsgebieden (fiscaal, monetair, etc...) een effect hebben, wanneer zij voor het eerst worden geïntroduceerd. Daarnaast opent onvolledigheid de deur voor een theorie van financiële innovaties.

## Uitgeoefende functies
- Lid van de U.S. National Academy of Sciences en de American Academy of Arts and Sciences.
- President van de Econometric Society.

- Bibsys: 90092225
- Bibliothèque nationale de France: cb12288935h (data)
- CiNii: DA01228649
- Gemeinsame Normdatei: 170138283
- International Standard Name Identifier: 0000 0001 1081 4225
- Library of Congress Control Number: n50052443
- Mathematics Genealogy Project: 32907
- Nationale bibliotheek van Australië: 36750281
- Nationale Bibliotheek van Israël: 987007277777305171
- Nederlandse Thesaurus van Auteursnamen: 071149546
- Réseau des bibliothèques de Suisse occidentale: 02-A003723245
- Système universitaire de documentation: 031727417
- Virtual International Authority File: 108846810
- WorldCat: E39PBJvmHTpKJpgDqt8Dbv4yVC